# San Jacinto (Uruguai)
San Jacinto és un municipi de l'Uruguai ubicat al centre del departament de Canelones.

## Geografia
San Jacinto es troba al centre del departament de Canelones, al sector 14. Al nord s'ubica San Bautista, al nord-oest Santa Rosa, al sud-oest Sauce, al sud-est Estación Pedrera, i a l'est Estación Tapia.

## Història
Fundat el 1876 en homenatge a Jacinto Vera y Durán, primer bisbe de Montevideo, va rebre la categoria de "vila" pel decret 11.689 del 27 de juny de 1951.

## Infraestructura
San Jacinto té accés per les rutes 7 i 11.

## Població
Segons les dades del cens de 2004, San Jacinto tenia 3.909 habitants.
| Any  | Població |
| ---- | -------- |
| 1963 | 1.905    |
| 1975 | 2.244    |
| 1985 | 2.795    |
| 1996 | 3.596    |
| 2004 | 3.909    |

Font: Institut Nacional d'Estadística de l'Uruguai

## Govern
L'alcalde de San Jacinto és Raúl Detomasi.